# Jonas Lössl
Jonas Lössl (Kolding, 1º febbraio 1989) è un calciatore danese, portiere del Midtjylland.

## Carriera

### Club

#### Midtjylland
Fa il suo debutto il 6 marzo 2010 nella partita giocata dal Midtjylland contro l'Odense e terminata 2-2. Al suo primo campionato da professionista totalizza 12 presenze, incassando appena 8 reti. La stagione successiva è promosso titolare fisso, con il Midtjylland che chiude il campionato al quarto posto si qualifica al secondo turno preliminare di Europa League. Nelle prime gare della stagione 2011-2012 gli viene preferito Kasper Jensen, ma da metà settembre ritorna titolare e contribuisce al terzo posto in classifica del Midtjylland che vale una nuova qualificazione in Europa League, stavolta direttamente ai play-off. Lössl è titolare in entrambi gli incontri, ma ad accedere ai gironi è la squadra svizzera dello Young Boys. In campionato il Midtjylland non mantiene le aspettative e termina sesto. Nella stagione 2013-2014 scende in campo tutte le partite, chiudendo in terza posizione.

#### Guingamp
Il 5 giugno 2014 firma un quadriennale con i francesi del Guingamp che versano 500.000 euro nelle casse del Midtjylland. Riserva di Mamadou Samassa nelle prime partite, debutta in Ligue 1 il 21 settembre nella sconfitta sul campo del Monaco. Titolare pressoché inamovibile fino al termine della stagione, chiusa dal Guingamp al decimo posto in campionato e con l'eliminazione ai gironi in Europa League, competizione dove Lössl gioca titolare cinque partite su sei. Nella stagione 2015-2016 disputa quasi tutte le partite stagionali, saltando solamente la seconda giornata di campionato contro l'Olympique Lione.

#### Mainz
Il 16 giugno 2016 passa ai tedeschi del Mainz con cui firma un contratto triennale.

### Nazionale
Dopo aver fatto tutta la trafila nelle giovanili dall'under-17 all'under-21, debuttò in Nazionale maggiore il 29 marzo 2016, subentrando al 46º minuto (inizio ripresa) a Kasper Schmeichel nella gara persa per 1-0 a Glasgow contro la Scozia, e mantenedo la porta inviolata (il gol decisivo per la vittoria degli scozzesi lo subì Schmeichel all'ottavo minuto del primo tempo da Matt Ritchie).
Viene convocato per il Mondiale 2018.

## Statistiche

### Presenze e reti nei club
Statistiche aggiornate al 1º febbraio 2020
| Stagione                 | Squadra                  | Campionato               | Campionato | Campionato | Coppe nazionali | Coppe nazionali | Coppe nazionali | Coppe continentali | Coppe continentali | Coppe continentali | Altre coppe | Altre coppe | Altre coppe | Totale | Totale |
| Stagione                 | Squadra                  | Comp                     | Pres       | Reti       | Comp            | Pres            | Reti            | Comp               | Pres               | Reti               | Comp        | Prem        | Reti        | Pres   | Reti   |
| ------------------------ | ------------------------ | ------------------------ | ---------- | ---------- | --------------- | --------------- | --------------- | ------------------ | ------------------ | ------------------ | ----------- | ----------- | ----------- | ------ | ------ |
| 2007-2008                | Midtjylland              | SL                       | 0          | 0          |                 | -               | -               |                    | -                  | -                  |             | -           | -           | 0      | 0      |
| 2008-2009                | Midtjylland              | SL                       | 0          | 0          | CD              | -               | -               | CU                 | -                  | -                  |             | -           | -           | 0      | 0      |
| 2009-2010                | Midtjylland              | SL                       | 12         | -8         | CD              | 3               | -3              |                    | -                  | -                  |             | -           | -           | 15     | -11    |
| 2010-2011                | Midtjylland              | SL                       | 30         | -40        | CD              | 3               | -6              |                    | -                  | -                  |             | -           | -           | 33     | -46    |
| 2011-2012                | Midtjylland              | SL                       | 25         | -26        | CD              | 0               | 0               | UEL                | 0                  | 0                  |             | -           | -           | 25     | -26    |
| 2012-2013                | Midtjylland              | SL                       | 27         | -38        | CD              | 1               | -2              | UEL                | 2                  | -3                 |             | -           | -           | 30     | -43    |
| 2013-2014                | Midtjylland              | SL                       | 33         | -38        | CD              | 1               | -3              |                    | -                  | -                  |             | -           | -           | 34     | -41    |
| Totale Midtjylland       | Totale Midtjylland       | Totale Midtjylland       | 127        | -150       |                 | 8               | -14             |                    | 2                  | -3                 |             | -           | -           | 137    | -167   |
| 2014-2015                | Guingamp                 | L1                       | 30         | -42        | CF+CdL          | 2+1             | 0-2             | UEL                | 7                  | -7                 |             | -           | -           | 39     | -51    |
| 2015-2016                | Guingamp                 | L1                       | 37         | -55        | CF+CdL          | 2+3             | -3-2            |                    | -                  | -                  |             | -           | -           | 42     | -60    |
| Totale Guingamp          | Totale Guingamp          | Totale Guingamp          | 67         | -97        |                 | 8               | -7              |                    | 7                  | -7                 |             | -           | -           | 81     | -111   |
| 2016-2017                | Mainz                    | BL                       | 27         | -46        | CG              | 2               | -5              | UEL                | 5                  | -10                |             | -           | -           | 32     | -61    |
| 2017-2018                | Huddersfield Town        | PL                       | 38         | -58        | FACup+CdL       | 2+0             | -3              | -                  | -                  | -                  | -           | -           | -           | 40     | -61    |
| 2018-2019                | Huddersfield Town        | PL                       | 31         | -54        | FACup+CdL       | 0+1             | -2              | -                  | -                  | -                  | -           | -           | -           | 32     | -56    |
| Totale Huddersfield Town | Totale Huddersfield Town | Totale Huddersfield Town | 69         | -112       |                 | 3               | -5              |                    | -                  | -                  |             | -           | -           | 72     | -117   |
| 2019-gen. 2020           | Everton                  | PL                       | 0          | 0          | FACup+CdL       | 0               | 0               | -                  | -                  | -                  | -           | -           | -           | 0      | 0      |
| gen.-giu. 2020           | Huddersfield Town        | FLC                      | -          | -          | FACup+CdL       | -               | -               | -                  | -                  | -                  | -           | -           | -           | -      | -      |
| Totale carriera          | Totale carriera          | Totale carriera          | 290        | -405       |                 | 21              | -31             |                    | 14                 | -20                |             | -           | -           | 322    | -456   |

### Cronologia presenze e reti in nazionale
| Cronologia completa delle presenze e delle reti in nazionale ― Danimarca | Cronologia completa delle presenze e delle reti in nazionale ― Danimarca | Cronologia completa delle presenze e delle reti in nazionale ― Danimarca | Cronologia completa delle presenze e delle reti in nazionale ― Danimarca | Cronologia completa delle presenze e delle reti in nazionale ― Danimarca | Cronologia completa delle presenze e delle reti in nazionale ― Danimarca | Cronologia completa delle presenze e delle reti in nazionale ― Danimarca | Cronologia completa delle presenze e delle reti in nazionale ― Danimarca |
| Data                                                                     | Città                                                                    | In casa                                                                  | Risultato                                                                | Ospiti                                                                   | Competizione                                                             | Reti                                                                     | Note                                                                     |
| ------------------------------------------------------------------------ | ------------------------------------------------------------------------ | ------------------------------------------------------------------------ | ------------------------------------------------------------------------ | ------------------------------------------------------------------------ | ------------------------------------------------------------------------ | ------------------------------------------------------------------------ | ------------------------------------------------------------------------ |
| 29-3-2016                                                                | Glasgow                                                                  | Scozia                                                                   | 1 – 0                                                                    | Danimarca                                                                | Amichevole                                                               | -                                                                        | 46’                                                                      |
| Totale                                                                   |                                                                          | Presenze                                                                 | 1                                                                        |                                                                          | Reti                                                                     | -0                                                                       |                                                                          |

| Cronologia completa delle presenze e delle reti in nazionale ― Danimarca under 21 | Cronologia completa delle presenze e delle reti in nazionale ― Danimarca under 21 | Cronologia completa delle presenze e delle reti in nazionale ― Danimarca under 21 | Cronologia completa delle presenze e delle reti in nazionale ― Danimarca under 21 | Cronologia completa delle presenze e delle reti in nazionale ― Danimarca under 21 | Cronologia completa delle presenze e delle reti in nazionale ― Danimarca under 21 | Cronologia completa delle presenze e delle reti in nazionale ― Danimarca under 21 | Cronologia completa delle presenze e delle reti in nazionale ― Danimarca under 21 |
| Data                                                                              | Città                                                                             | In casa                                                                           | Risultato                                                                         | Ospiti                                                                            | Competizione                                                                      | Reti                                                                              | Note                                                                              |
| --------------------------------------------------------------------------------- | --------------------------------------------------------------------------------- | --------------------------------------------------------------------------------- | --------------------------------------------------------------------------------- | --------------------------------------------------------------------------------- | --------------------------------------------------------------------------------- | --------------------------------------------------------------------------------- | --------------------------------------------------------------------------------- |
| 19-11-2008                                                                        | Aalborg                                                                           | Danimarca under 21                                                                | 0 – 1                                                                             | Francia under 21                                                                  | Amichevole                                                                        | -                                                                                 | 46’                                                                               |
| 26-3-2009                                                                         | Istanbul                                                                          | Turchia under 21                                                                  | 2 – 0                                                                             | Danimarca under 21                                                                | Amichevole                                                                        | -                                                                                 |                                                                                   |
| 5-6-2009                                                                          | Aalborg                                                                           | Danimarca under 21                                                                | 3 – 2                                                                             | Islanda under 21                                                                  | Amichevole                                                                        | -1                                                                                | 46’                                                                               |
| 9-6-2009                                                                          | Farum                                                                             | Danimarca under 21                                                                | 0 – 4                                                                             | Italia under 21                                                                   | Amichevole                                                                        | -4                                                                                |                                                                                   |
| 12-8-2009                                                                         | Viborg                                                                            | Danimarca under 21                                                                | 2 – 4                                                                             | Svezia under 21                                                                   | Amichevole                                                                        | -1                                                                                | 46’                                                                               |
| 11-8-2010                                                                         | Viareggio                                                                         | Italia under 21                                                                   | 2 – 2                                                                             | Danimarca under 21                                                                | Amichevole                                                                        | -2                                                                                |                                                                                   |
| 17-11-2010                                                                        | Herning                                                                           | Danimarca under 21                                                                | 1 – 3                                                                             | Paesi Bassi under 21                                                              | Amichevole                                                                        | -3                                                                                |                                                                                   |
| 8-2-2011                                                                          | Guadalajara                                                                       | Spagna under 21                                                                   | 2 – 1                                                                             | Danimarca under 21                                                                | Amichevole                                                                        | -2                                                                                | 46’                                                                               |
| 24-3-2011                                                                         | Viborg                                                                            | Danimarca under 21                                                                | 0 – 4                                                                             | Inghilterra under 21                                                              | Amichevole                                                                        | -4                                                                                |                                                                                   |
| 28-3-2011                                                                         | Herning                                                                           | Danimarca under 21                                                                | 2 – 2                                                                             | Ucraina under 21                                                                  | Amichevole                                                                        | -2                                                                                |                                                                                   |
| Totale                                                                            |                                                                                   | Presenze                                                                          | 10                                                                                |                                                                                   | Reti                                                                              | -19                                                                               |                                                                                   |

## Palmarès

### Club

#### Competizioni nazionali
- Campionato danese: 1

Midtjylland: 2023-2024